# Parakan Kauman
Parakan Kauman is een bestuurslaag in het regentschap Temanggung van de provincie Midden-Java, Indonesië. Parakan Kauman telt 10.483 inwoners (volkstelling 2010).